# Zbigniew Kowalewski (reżyser)
Zbigniew Wacław Kowalewski (ur. 19 sierpnia 1953 w Kluczborku) – polski reżyser filmowy.
Absolwent Wydziału Teatrologii i Filmoznawstwa Uniwersytetu Jagiellońskiego (1977) oraz Wydziału Reżyserii Państwowej Wyższej Szkole Filmowej, Telewizyjnej i Teatralnej im. Leona Schillera w Łodzi (1979). Autor wielokrotnie drukowanej w sieci i lokalnych periodykach noweli filmowej "Marta - Hitler", opowiadania "Kamienie" i dokumentów z polsko-niemieckiego pogranicza. W 2001 roku, jako dziennikarz i dokumentalista był na stypendium naukowym Fundacji Sorosa w Open Society Archives (OSA) & Research Center w Budapeszcie. Zdobył tam materiały dotyczące genezy stanu wojennego w Polsce. Na bazie tych poszukiwań powstał film Mniejsze zło, większe zło zrealizowany w Studio Filmowym WIR w dwudziestolecie ogłoszenia Stanu Wojennego.Wiele filmów autora popularyzuje historię polskiej awiacji. Za „Album Skalskiego” otrzymał nagrodę na I Międzynarodowym Festiwalu Filmów o Tematyce Lotniczej w Dęblinie. W 2003 roku, w stulecie światowej awiacji, został uhonorowany "DYPLOMEM SKRZYDLATEGO WIEKU" przez Zarząd Główny Aeroklubu Polskiego.Pracował między innymi w Studio Filmowe WIR (1990 - 2005), Telewizji Polskiej (1994 - 1997). Od 2005 roku związany ze Studiem Filmowym Kronika. Od 2008 roku realizuje autorskie filmy w Studio ZetKa FILM. Po śmierci Violetty Villas wraz z jej synową, Małgorzatą Gospodarek, napisał monodram o związkach piosenkarki ze służbami specjalnymi PRL.
W 2012 roku w ramach stypendium artystycznego m. St. Warszawy opracował dokumentalną monografię stołecznych lotnisk "Warszawskie Aerodromy".
Jest alumnem Fundacji Współpracy Polsko - Niemieckiej (FWPN) oraz członkiem Stowarzyszenia Filmowców Polskich i Stowarzyszenia Dziennikarzy Polskich. W 2012 roku w Oficynie Wydawniczej AURORA wyszła pierwsza książka autora: "Z nieba do Nieba" z lotniczej serii "POLSKIE SKRZYDŁA". Kolejne, to " Spętany Anioł", "Requiem dla Orłów", biografie Stanisława Skalskiego, Stanisława Skarżyńskiego i Bolesława Orlińskiego.

## Filmografia
- 2014 - "Stanisław Jędryka" - scenariusz i prezentacja
- 2013 - "Andrzej Roman"
- 2012 - "Warszawskie aerodromy" (multimedialna prezentacja lotnisk w Stolicy)
- 2011 - " Ślązacy z bombowców" (reżyseria, scenariusz, montaż)
- 2010 - "Z nieba do nieba" (reżyseria, scenariusz) wyróżnienie Marszałka Województwa Mazowieckiego na IV Międzynarodowym Festiwalu Filmów Historycznych i Wojskowych
- 2009 - "Dębliniacy" (reżyseria, wraz z Henrykiem Janasem, scenariusz, montaż)
- 2008 - "Droga wszystkich ludzi" (reżyseria, scenariusz, montaż)
- 2007 - Zamach majowy (reżyseria, scenariusz)
- 2007 - "All the People's World" (reżyseria, scenariusz, montaż)
- 2006-2008 - Errata do biografii (reżyseria (odc. "Zygmunt Haupt"), scenariusz (odc. "Zygmunt Haupt"))
- 2005 - Spętany anioł (reżyseria, scenariusz, opracowanie muzyczne, montaż)
- 2005 - Siedemnastu wspaniałych (reżyseria, scenariusz)
- 2005 - Pętla (reżyseria, scenariusz)
- 2005 - Ołtarz Ojczyzny (reżyseria, scenariusz)
- 2004 - Lotnicy (reżyseria)
- 2004 - Album Skalskiego (realizacja)
- 2003 - Spełniona misja (reżyseria)
- 2002 - Requiem dla orłów (reżyseria, scenariusz)
- 2001 - Wlepkarz (reżyseria, scenariusz, montaż)
- 2001 - Powrót do Kreuzburg Stadt (reżyseria, scenariusz)
- 2001 - Mniejsze zło, większe zło (reżyseria)
- 2000 - Glosa o druku na linie (reżyseria, scenariusz)
- 1999 - Tryptyk ojczysty (reżyseria)
- 1999 - Tam, gdzie rosły nam skrzydła (reżyseria)
- 1998 - Sztuka latania (reżyseria)
- 1998 - Karol Messerschmidt (reżyseria, scenariusz)
- 1998 - Dola Ikara (reżyseria)
- 1996 - ...Nie zostałem twórcą... (reżyseria, scenariusz)
- 1995 - W poszukiwaniu pierwszych zasad (reżyseria)
- 1994 - Milczący kondor (reżyseria, scenariusz)
- 1994 - Ciernie (reżyseria)
- 1994 - 200 lat Konstytucji (reżyseria, scenariusz)
- 1993 - XIII stacji męki polskiej (reżyseria)
- 1993 - Testamenty chłopskie z Podlasia (reżyseria, scenariusz)
- 1993 - Sto lat i co dalej... (reżyseria, scenariusz, komentarz)
- 1993 - Droga (realizacja)
- 1991 - Wszystko dla orląt (reżyseria)
- 1991 - Kurier nadziei (reżyseria)
- 1991 - Gra o Polskę (reżyseria)
- 1990 - Ojciec i syn (reżyseria)
- 1990 - Koniec Polski (reżyseria)
- 1988 - Zawód - Broniarek (reżyseria, scenariusz)
- 1988 - Violetta Villas (reżyseria, scenariusz)
- 1988 - Na lodzie (reżyseria)
- 1987 - Wybrane zagadnienia z martyrologii osobistej Bronka P. (reżyseria)
- 1987 - Smak ziemi (reżyseria)
- 1987 - Portret w kolorze sepii (reżyseria)
- 1986 - Zamojszczyzna (reżyseria, scenariusz)
- 1986 - Śladami polskich Medyceuszy (reżyseria, scenariusz)
- 1986 - Miasto 100 mostów (reżyseria, scenariusz)
- 1986 - Co można zrobić z ludzkim ciałem (reżyseria)
- 1985 - Z przeszłości do której należę (reżyseria, scenariusz)
- 1985 - W pracowniach polskich uczonych (reżyseria, scenariusz)
- 1985 - Podróż do Witkacji (realizacja)
- 1985 - Pinokio Piotrusia Pana (reżyseria)
- 1985 - Fortuna walka (reżyseria)
- 1985 - Almatur (reżyseria, scenariusz)
- 1984 - Z głową, ale w obłokach (realizacja)
- 1984 - Do mieszkańców Marsa (reżyseria)
- 1983 - Ptak o którym trochę wiem (realizacja)
- 1983 - Powrót z galaktyki Gutenberga (reżyseria, scenariusz)
- 1981 - U nas (reżyseria)
- 1981 - Ja (reżyseria)